# Kreuzkirchen
Kreuzkirchen ist ein Gemeindeteil des Marktes Mitterfels im niederbayerischen Landkreis Straubing-Bogen.

## Geschichte
Entstanden aus einem Einödhof mit Kirchlein im Besitz der Adelheid von Runding, ging Kreuzkirchen (früher: Kritzenkirchen) im Jahr 1194 durch Schenkung an das Kloster Oberalteich, verbunden mit der Verpflichtung sonntägliche Gottesdienste abzuhalten. Im Jahr 1221 wurde die Schenkung in einer Urkunde nochmals bekräftigt. Die um 1224 entstandene Klosterpfarrei in Kreuzkirchen umfasste die Orte Kreuzkirchen, Weingarten, Scheibelsgrub, Straßhof und Mitterfels. 1734 wurde die Pfarrkirche St. Margareta vergrößert. Im Zuge der Säkularisation wurde der Pfarrsitz im Jahr 1805 nach Mitterfels verlegt. Die Kirche in Kreuzkirchen wurde daraufhin 1809 abgerissen. 1809 wurde auch die Schule von Kreuzkirchen nach Mitterfels verlegt. Weil dort das Schulhaus fehlte, wurde der Unterricht bis 1831 in der Hien-Sölde abgehalten. Bis 1999 bestand hier die Standortschießanlage 661/1 der Graf-Aswin-Kaserne.

### Einwohnerentwicklung
| Jahr      | 1838 | 1860 | 1864 | 1871 | 1875 | 1885 | 1900 | 1916 | 1925 | 1950 | 1961 | 1970 | 1987 |
| --------- | ---- | ---- | ---- | ---- | ---- | ---- | ---- | ---- | ---- | ---- | ---- | ---- | ---- |
| Einwohner | 27   | 29   | 28   | 31   | 38   | 54   | 40   | 31   | 24   | 24   | 16   | 18   | 19   |

## Baudenkmäler
Siehe: Liste der Baudenkmäler in Kreuzkirchen

## Umwelt
Kreuzkirchen liegt im Landschaftsschutzgebiet Bayerischer Wald.